# Dalsland kanotmaraton +
Dalsland Kanot Maraton+ (förkortat DKM+) är Sveriges längsta och största kanottävling och sträcker sig genom fyra sjöar i Dalsland. Den sträcker sig från Baldersnäs utanför Dals Långed till Bengtsfors. Tävlingen arrangeras årligen sedan 2004 av DalslandsTurism. 2013 arrangerades även SM i kanotmaraton i Bengtsfors, helgen innan DKM+ gick av stapeln. Inför kanotmaratonet 2020 lades bansträckningen om och loppet är nu 45 km långt.

## Organisering
De tävlande delas upp i totalt 15 olika klasser, beroende på ålder, tävlingsvana, kön och vilken typ av kanot man paddlar i. Man kan välja att paddla i en enmanskajak och tvåmanskajak, vilket kallas K1 och K2. De som paddlar i en kanadensare tävlar i kategorin C2. K1 är den största kategorin där det ingår 6 stycken olika klasser, nämligen två elit-, två senior- och två juniorklasser. K2 och C2 har två senior- och juniorklasser respektive. Det finns dessutom en separat klass för mixade par i K2. 
Samtliga elit- och seniorklasser paddlar sträckan mellan Baldersnäs till Bengtsfors via sjöarna Laxsjön, Svärdlång, Västra Silen och Lelång. Totalt blir det 55 kilometers paddling som ska genomföras inom 12 timmar. Juniorklasserna paddlar däremot en kortare sträcka, 20,7 km, i Lelång som de skall paddla inom 10 timmar.

## Resultat
De följande tabellerna visar tiderna för de snabbaste kanotisterna årligen.
| År   | K1 Elit Dam   | K1 Elit Herr  |
| ---- | ------------- | ------------- |
| 2019 | 5:26:48       | 4:46:54       |
| 2018 | 4:41:04       | 4:13:03       |
| 2017 | Ingen uppgift | Ingen uppgift |
| 2016 | 5:07:06       | 4:24:10       |
| 2015 | 5:03:17       | 4:26:09       |
| 2014 | 5:12:47       | 4:23:28       |
| 2013 | 4:41:33       | 4:20:01       |
| 2012 | Ingen uppgift | Ingen uppgift |
| 2011 | 5:06:40       | 4:22:16       |
| 2010 | 5:06:40       | 4:17:30       |
| 2009 | 4:56:2        | 4:19:3        |
| 2008 | 4:53:17       | 4:22:2        |
| 2007 | 5:10:11       | 4:21:58       |

| År   | C2 Herr | C2 Dam        | K1 Dam  | K1 Herr | K2 Dam  | K2 Herr |
| ---- | ------- | ------------- | ------- | ------- | ------- | ------- |
| 2011 | 5:45:19 | Inga tävlande | 5:45:53 | 4:41:45 | 5:39:07 | 4:44:16 |
| 2010 | 5:33:55 | 10:22:52      | 5:32:18 | 4:44:15 | 5:38:11 | 4:29:28 |
| 2009 | 5:52:12 | 8:21:59       | 5:46:57 | 4:51:48 | 5:21:22 | 4:20:38 |
| 2008 | 5:34:39 | 6:15:24       | 5:30:30 | 4:42:26 | 5:25:12 | 4:46:40 |
| 2007 | 5:37:41 | 6:47:17       | 5:44:02 | 4:47:52 | 5:18:36 | 4:39:56 |

| År   | C2 Junior Dam | C2 Junior Herr | K1 Junior Dam | K1 Junior Herr | K2 Junior Dam | K2 Junior Herr |
| ---- | ------------- | -------------- | ------------- | -------------- | ------------- | -------------- |
| 2011 | Inga tävlande | 3:56:25        | 2:17:42       | 1:51:45        | 3:13:21       | 1:55:46        |
| 2010 | Inga tävlande | Inga tävlande  | 2:01:48       | 1:44:07        | 2:36:28       | 2:32:36        |
| 2009 | 7:45:14       | Inga tävlande  | 2:09:59       | 1:54:27        | 3:19:06       | 2:00:03        |
| 2008 | 3:30:34       | Inga tävlande  | 2:07:15       | 1:54:28        | 2:37:19       | 2:00:11        |
| 2007 | 3:25:48       | 2:46:45        | 1:57:48       | 1:43:07        | 3:01:24       | 2:44:09        |